# 멜랑콜리아 (2011년 영화)
멜랑콜리아(Melancholia)는 2011년 개봉한 덴마크의 영화이다.

## 캐스팅
- 커스틴 던스트 - 저스틴 (Justine)
- 샤를로트 갱스부르 - 클레어 (Claire)
- 카이퍼 서덜랜드 - 존 (John)
- 알렉산더 스카스가드 - 마이클 (Michael)
- 샬럿 램플링 - Gaby

## 같이 보기
- 충돌사건